# Anna Karenina (serie de televisión)
Anna Karenina (estilizada como Anna KareNina) es una serie de televisión filipina transmitida por GMA Network en 2013. Está protagonizada por Krystal Reyes, Barbie Forteza, Joyce Ching y Thea Tolentino.

## Elenco

### Elenco principal
- Krystal Reyes como Anna Karenina "Anna" Caluya Serrano / Anna Karenina "Anna" Monteclaro.
- Barbie Forteza como Anna Karenina "Karen" Villarama Zamora.
- Joyce Ching como Anna Karenina "Nina" Fuentebella Barretto.
- Thea Tolentino como Maria Angela "Angel" dela Cruz / Fake Anna Karenina Monteclaro.

### Elenco secundario
- Sandy Andolong como Doña Carmela Cruz-Monteclaro.
- Juan Rodrigo como Don Xernan Monteclaro.
- Valerie Concepcion como Ruth Monteclaro Barretto.
- Neil Ryan Sese como Abel Barretto.
- Derrick Monasterio como Aldrin Monteclaro Barretto.
- Hiro Peralta como Brian.
- Julian Trono como Brix Manahan.

### Elenco recurrente
- Yasmien Kurdi como Margarita "Maggie" Monteclaro / Elisa Caluya / Elisa "Alice" Cervantes-Vergara.
- Ana Roces como Dahlia "Daisy" Manahan.
- Maybelyn Dela Cruz como Anaida "Nayda" Serrano.
- Maureen Larrazabal como Susana "Suzie" Zamora.
- Alicia Mayer como Bridgitte Fuentebella.
- Jhoana Marie Tan como Carla Monteclaro Barretto.
- Kathleen Hermosa como Bettina "Betty" Serrano.
- Allan Paule como Lucas Fuentebella.
- Yul Servo como Kadyo.

### Otros personajes
- Isabel Granada como Alona Villarama.
- Gabriel Roxas como Dindo / Dindi.
- Chromewell Prince Cosio como Peter Calzado.
- Dino Guevarra como Andres dela Cruz.
- Mymy Davao como Onay
- Rhen Escaño como Geleen
- Nicole Dulalia como Candice.
- Yassi Pressman como Jenna Vera.
- Teejay Marquez como Benjie.
- Alicia Alonzo como Zenaida "Zeny" Cervantes.
- Sunshine Dizon como Perlita Mendoza.
- Shermaine Santiago como Glenda.
- Aifha Medina como Rochelle.